# Photo-Club de Paris
Der Photo-Club de Paris war eine Vereinigung französischer Kunstfotografen. Mitglieder des Clubs waren unter anderem die bekannten französischen Fotografen Constant Puyo und Robert Demachy.

## Geschichte
Der Club mit Sitz in Paris entstand im Jahre 1888 durch Abspaltung von der Société Francaise de Photographie mit dem Ziel, künstlerische Belange in der Fotografie zu fördern. Er wurde also in der Zeit gegründet, als die Stilrichtung des Piktorialismus in der Fotografie aufkam.
Im Jahr 1892 residierte der Club in der Rue de Roder. Präsident war zu dieser Zeit Maurice Lereguet, Sekretär Paul Bourgeois. Im Jahr 1906 hatte er seinen Sitz in der Rue des Mathurins. Der Club gab zwischen 1891 und 1902 eine eigene Zeitschrift heraus, das Bulletin du Photo-Club de Paris.
Die Première Exposition d’Art Photographique war die erste öffentliche Ausstellung des Photo-Club de Paris und fand vom 10. bis zum 30. Januar 1894 in den Galeries Georges Petit in der Pariser Rue de Sèze statt. Es war die erste französische Ausstellung mit kunstfotografischen Werken und weltweit eine der bedeutendsten im ausgehenden 19. Jahrhundert. Da man die Anerkennung der Fotografie als Kunstform anstrebte, waren außer zwei Fotografen in der zehnköpfigen Ausstellungsjury fünf Maler, ein Bildhauer und ein Kunstkritiker vertreten; den Vorsitz hatte Armand Dayot, Inspekteur der schönen Künste.
Die Veranstaltung war international ausgerichtet, es stellten außer französischen auch ausländische Fotografen aus, darunter solche aus den USA, dem Vereinigten Königreich und Deutschland.
Der Club löste sich im Jahr 1928 auf.